# Don Banks
Don Banks, właśc. Donald Oscar Banks (ur. 25 października 1923 w Melbourne, zm. 5 września 1980 w Sydney) – australijski kompozytor.

## Życiorys
W czasie II wojny światowej odbywał służbę w Australian Army Medical Corps. W latach 1947–1949 studiował w konserwatorium w Melbourne u A.E.H. Nicksona i Doriana Le Gallienne. Później kontynuował studia w Londynie u Mátyása Seibera (1950–1952) i we Florencji u Luigiego Dallapiccoli (1952–1953), kształcił się też u Miltona Babbitta i Luigiego Nono. Przez pewien czas działał w Londynie jako aranżer, kopista i autor muzyki do programów telewizyjnych i filmów. Skomponował ścieżki dźwiękowe do takich obrazów z wytwórni Hammer Film Productions jak Nocne zjawy, Rasputin: Szalony zakonnik, Zło Frankensteina, Zbójca z Kandaharu, Kobieta-Wąż i Całun mumii. W 1971 roku wrócił do Australii. Wykładał w Canberra School of Music.

## Twórczość
W swojej twórczości posługiwał się techniką serialną, sięgał także po elementy jazzu. Skomponował m.in. Assemblies (1966), Dramatic Music na orkiestrę młodzieżową (1969), Instersections na dźwięki elektroniczne i orkiestrę (1970), koncert na róg (1965), koncert skrzypcowy (1968), Five North Country Folk Songs na sopran i orkiestrę smyczkową (1954), Three Studies na wiolonczelę i fortepian (1954), opracowanie anonimowych utworów z epoki elżbietańskiej Elizabeth Miniatures na flet, lutnię, violę da gamba i smyczki (1961), Horn Trio (1962), Settings from Roget na głos i kwartet jazzowy (1966), Sequence na wiolonczelę solo (1967), tryptyk Tirade do tekstu Petera Portera na mezzosopran, fortepian, harfę i perkusję, kwartet smyczkowy (1975).